# 경시 (서연)
경시(更始)는 중국 서연(西燕) 위제(威帝) 모용충(慕容沖)의 연호이다. 385년에서 386년 2월까지 1년 2개월 동안 사용하였다.
같은 시기에 사용된 다른 연호로는 동진(東晉)에서 사용한 태원(太元 : 376년 ~ 396년), 전진(前秦)에서 사용한 건원(建元 : 365년 ~ 385년), 태안(太安 : 385년 ~ 386년), 후연(後燕)에서 사용한 연원(燕元 : 384년 ~ 386년), 건흥(建興 : 386년 ~ 396년), 후진(後秦)에서 사용한 백작(白雀 : 384년 ~ 386년), 서진(西秦)에서 사용한 건의(建義 : 385년 ~ 388년), 북위(北魏)에서 사용한 등국(登國 : 386년 ~ 396년)이 있다.

## 연대대조표
| 경시                | 원년                            | 2년                 |
| 서력                | 385년                           | 386년               |
| 육십간지 (六十干支) | 을유(乙酉)                      | 병술(丙戌)          |
| 동진 (東晉)         | 태원(太元) 10년                 | 11년                |
| 전진 (前秦)         | 건원(建元) 21년 태안(太安) 원년 | 2년                 |
| 후연 (後秦)         | 연원(燕元) 2년                  | 3년 건흥(建興) 원년 |
| 후진 (後秦)         | 백작(白雀) 2년                  | 3년                 |
| 서진 (西秦)         | 건의(建義) 원년                 | 2년                 |
| 북위 (北魏)         | -                               | 등국(登國) 원년     |

## 같이 보기
- 다른 왕조의 같은 연호
  - 경시제(更始帝) 경시(23년 ~ 25년)
  - 서진(西秦) 경시(409년 ~ 412년)

- 중국의 연호

| 이전 연호 연흥(燕興) | 중국의 연호 서연(西燕) | 다음 연호 창평(昌平) |